# Camille d'Hostun, duc de Tallard
Camille d'Hostun, duc de Tallard, francoski general in politik, * 14. februar 1652, † 20. marec 1728.
Leta 1724 je bil izvoljen za predsednika Francoske akademije znanosti.